# Plano Monnet
O Plano Monnet era um plano de reconstrução da França proposto pelo funcionário público Jean Monnet após o final da Segunda Guerra Mundial. No plano era proposto que a França obtivesse o controle do aço das zonas alemãs do Vale do Ruhr e Sarre para poder usar esses recursos e levar a França ao índice 150% quando comparado com a produção industrial do pré-guerra. O plano foi adotado por Charles de Gaulle no início de 1946. 
No Vale do Ruhr, veio a estabelecer-se em 1949 a Autoridade Internacional para o Ruhr (IAR), um organismo internacional criado pelas potências aliadas para controlar a indústria do carvão e do aço. Foi acordado nas reuniões em Londres, em 20 de Abril e 2 de Junho de 1949 pelos Estados Unidos, Reino Unido, França e países do Benelux. O Acordo de Londres foi assinado em 28 de abril daquele ano. Foi abolida pelo Tratado de Paris em 1951, que transferiu as suas actividades para a Comunidade Europeia do Carvão e do Aço. O IAR terminou os seus trabalhos em 27 de Maio de 1952.